# Eligius Fromentin
Eligius Fromentin (Franciaország, 1767 – New Orleans, 1822. október 6.) az Amerikai Egyesült Államok szenátora (Louisiana, 1813–1819).